# Giancarlo Polidori
Giancarlo Polidori (Sassoferrato, 30 oktober 1943) is een voormalig Italiaans wielrenner.

## Belangrijkste overwinningen
1965
- Ronde van de Abruzzen

1968
- Ronde van Lazio

1969
- 3e etappe Tirreno-Adriatico
- 1e etappe Ronde van Italië

1970
- GP Montelupo

1971
- GP Cemab
- Ronde van de Drie Valleien
- 5e etappe Tirreno-Adriatico
- Ronde van Toscane

1972
- Sassari-Cagliari
- 3e etappe deel A Ronde van Romandië
- 2e etappe deel A Ronde van Zwitserland
- 6e etappe Ronde van Zwitserland

1973
- Ronde van Umbrië
- 1e etappe Ronde van Romandië
- Trofeo Melinda

1974
- Sassari-Cagliari
- GP Industria in Belmonte-Piceno

## Resultaten in voornaamste wedstrijden
| Jaar | Ronde van Italië | Ronde van Frankrijk | Ronde van Spanje |
| ---- | ---------------- | ------------------- | ---------------- |
| 1966 | opgave           |                     |                  |
| 1967 | 30e              | 22e                 |                  |
| 1968 | 35e              |                     |                  |
| 1969 | 31e (1)          | opgave              |                  |
| 1970 | 29e              | 73e                 |                  |
| 1971 | 18e              |                     |                  |
| 1972 | 58e              |                     |                  |
| 1973 | 62e              |                     |                  |
| 1974 | opgave           |                     |                  |
| 1975 | 36e              |                     |                  |
| 1976 | 79e              |                     |                  |

| Jaar | Milaan-San Remo | Ronde van Lombardije |  | WK op de weg |
| ---- | --------------- | -------------------- |  | ------------ |
| 1966 |                 | 8e                   |  |              |
| 1967 |                 |                      |  |              |
| 1968 | 102e            |                      |  |              |
| 1969 | 21e             | 19e                  |  |              |
| 1970 | 52e             |                      |  |              |
| 1971 |                 | 10e                  |  | 4e           |
| 1972 | 48e             |                      |  | 30e          |
| 1973 | 115e            | 19e                  |  | 21e          |
| 1974 |                 |                      |  |              |
| 1975 | 37e             |                      |  |              |
| 1976 | 59e             | 29e                  |  |              |